# George Little
Lloyd George(s) Little (* 4. September 1920 in Sydney/Nova Scotia; † 19. Oktober 1995 in Montreal) war ein kanadischer Musikpädagoge, Chordirigent und Organist.

## Leben und Wirken
Little wirkte als Musiklehrer in Nova Scotia und Quebec. Bis 1944 studierte er am Conservatoire de musique du Québec, danach bis 1949 an der École normale de musique und bis 1951 am Conservatoire de Paris Orgel und Cembalo.
Von 1942 bis 1944 unterrichtete er Klavier und Pädagogik in Halifax und 1944/45 Schulmusik am William Dawson College in Montreal. Zwischen 1950 und 1955 gab er Kurse bei der Summer French School der McGill University, am Conservatoire de musique du Québec unterrichtete er von 1951 bis 1957 Solfège und Orgel. Als Lehrer für Chorgesang und Dirigieren wirkte er von 1953 bis 1969 am Zentrum der CAMMAC und von 1955 bis 1963 an der McGill University.
Von 1962 bis 1964 war Little Musikdirektor der französischen protestantischen Sekundarschulen, danach war er im Erziehungsministerium von Quebec bis 1969 Leiter der Sektion Musik und bis 1980 der Abteilung Kunst. Daneben wirkte er seit 1939 als Organist an verschiedenen Kirchen.
1951 gründete er den Montreal Bach Choir, den er bis 1965 leitete und mit dem er ebenso Werke der Renaissance, des Barock und der Klassik wie zeitgenössischer kanadischer Komponisten aufführte. Außerdem gründete er 1957 das Petit Ensemble Vocal, das er bis 1971 leitete sowie 1953 gemeinsam mit seinem Bruder Carl Little das Otter Lake Music Centre (CAMMAC), dessen Co-Direktor er bis 1965 war. 
1983 wurde Little mit der Canadian Music Council Medal ausgezeichnet und erhielt die Kodály-Medaille des ungarischen Staates für seinen Einsatz für das Werk des Komponisten. 1993 wurde er Mitglied des Order of Canada.
| Personendaten    | Personendaten                                        |
| ---------------- | ---------------------------------------------------- |
| NAME             | Little, George                                       |
| ALTERNATIVNAMEN  | Little, Georges; Little, Lloyd Georges               |
| KURZBESCHREIBUNG | kanadischer Musikpädagoge, Chordirigent und Organist |
| GEBURTSDATUM     | 4. September 1920                                    |
| GEBURTSORT       | Sydney, Nova Scotia                                  |
| STERBEDATUM      | 19. Oktober 1995                                     |
| STERBEORT        | Montreal                                             |